# Wildwest in Oberbayern
Wildwest in Oberbayern ist ein deutscher Filmschwank aus dem Jahre 1951 von Ferdinand Dörfler mit Joe Stöckel in der Hauptrolle.

## Handlung
Der bisweilen ziemlich derbe Filmklamauk lebt von der bereits seit Stummfilmtagen in Deutschland beliebten Herausstellung des Gegensatzes von Preußen und Bayern. In dieser Geschichte treibt es einen Regisseur der Berliner Produktionsfirma Ruck-Zuck-Film an die Isar, denn er will im bayerischen Voralpenland einen Indianerwestern drehen. Einen Drehort hat er auch schon gefunden, und zwar beim urwüchsigen Ochsenwirt Alois Salvermoser, einer bulligen, leicht cholerischen Type. 
Die Dreharbeiten nehmen bald turbulente bis chaotische Zustände an, da die kostümierten Dorfbewohner Rollen übernehmen und auf Wunsch des Regisseurs unter anderem in Kriegsbemalung um den Marterpfahl tanzen müssen. Dabei beginnen die Dörfler ihre privaten und tagtäglichen Zwistigkeiten immer häufiger vor der Kamera auszutragen. Die Magd Zenzi wird zur „Prärie-Lola“ und Ochsenwirt Salvermoser muss den Häuptling „Wilder Büffel“ spielen. Der hektisch-nervöse Aufnahmeleiter Bletschge hat alle Hände voll zu tun, diesen Hühnerstall, Saalschlachten samt Kriegsbeil und Bierseidel inklusive, zusammenzuhalten. Am Ende aber kommt trotz aller Turbulenzen doch noch ein einigermaßen präsentabler Wildwestspaß zusammen.

## Produktionsnotizen
Wildwest in Oberbayern entstand Mitte 1951 im Filmatelier München-Schwanthalerhöh sowie im oberbayerischen Isartal. Die Uraufführung erfolgte am 11. Oktober 1951 in München, die Berliner Premiere war am 29. Oktober desselben Jahres.
Franz Wagner hatte die Produktionsleitung. Max Seefelder gestaltete die Filmbauten. Komponist Artur Schanze war der Vater des Schlagersängers und Fernsehshowmoderators Michael Schanze.

## Kritiken
Der Spiegel schrieb: „Aus der noch sichersten Altmaterialkiste der „I-A-in-Oberbayern“-Schablone: Lautreicher Zusammenprall von Berliner (Schnauze) und bayerischen Maßkrügen bei Wildwest-Filmaufnahmen der „Ruck-Zuck“-Filmgesellschaft. Regisseur Dörfler und Joe Stoeckl  parodieren dabei Berlin, Oberbayern, den wilden Westen und (unfreiwilligerweise) sich selber.“
Im Lexikon des Internationalen Films heißt es: „Ein dick auftragender Schwank mit mancherlei Ladenhütern der Kinokomik.“